# Емил Цанев (футболист)
Вижте пояснителната страница за други личности с името Емил Цанев.
Емил Цанев е български футболист, офанзивен полузащитник. Играл е за Осъм (Ловеч), Олимпик (Галата), Олимпик (Тетевен), юношески и младежки национален отбор

## Статистика по сезони
- Осъм/Лекс (Ловеч) – 1982 – 1995 – Б и А футболна група-над 400 мача
- Олимпик (Гал) – 1995/96 – Б група, 37/10
- Олимпик (Гал) – 1996/97 – Б група, 29/4
- Литекс (Лч) – 1997/ес. - А група, 2/0
- Олимпик (Тет) – 1998/пр. - А група, 14/2
- Олимпик (Тет) – 1998/99 – Б група, 20/3
- Олимпик (Гал) – 1999/2000 - В група, 31/18